# Eparchia di Saganèiti
L'eparchia di Saganèiti (in latino: Eparchia Segheneitensis) è una sede della Chiesa cattolica eritrea suffraganea dell'arcieparchia di Asmara. Nel 2022 contava 37.050 battezzati su 882.000 abitanti. È retta dall'eparca Fikremariam Hagos Tsalim.

## Territorio
L'eparchia comprende parte della regione Sud (Debub), dove si trova la sede, e tutta la regione del Mar Rosso Meridionale in Eritrea, dove scarseggiano i cristiani cattolici.
Sede eparchiale è la città di Saganèiti, dove si trova la cattedrale di San Michele Arcangelo (Segheneytī Mīka’ēl Bēte Kristīyan).
L'eparchia è di rito alessandrino, ma poiché in Eritrea non ci sono diocesi latine né di altre Chiese cattoliche particolari, la giurisdizione si estende a tutti i cattolici.
Il territorio è suddiviso in 34 parrocchie. Sono presenti anche 14 altri centri pastorali.

## Storia
L'eparchia è stata eretta il 24 febbraio 2012 con la bolla Cum visum sit di papa Benedetto XVI, ricavandone il territorio dall'eparchia di Asmara (oggi arcieparchia).
Inizialmente suffraganea dell'arcieparchia di Addis Abeba, nel 2015 è entrata a far parte della Chiesa cattolica eritrea della quale è sede metropolitana l'arcieparchia di Asmara.

## Cronotassi dei vescovi
Si omettono i periodi di sede vacante non superiori ai 2 anni o non storicamente accertati.
- Fikremariam Hagos Tsalim, dal 24 febbraio 2012

## Statistiche
L'eparchia nel 2022 su una popolazione di 882.000 persone contava 37.050 battezzati, corrispondenti al 4,2% del totale.
| anno | popolazione | popolazione | popolazione | presbiteri | presbiteri | presbiteri | presbiteri                | diaconi | religiosi | religiosi | parrocchie |
| anno | battezzati  | totale      | %           | numero     | secolari   | regolari   | battezzati per presbitero | diaconi | uomini    | donne     | parrocchie |
| ---- | ----------- | ----------- | ----------- | ---------- | ---------- | ---------- | ------------------------- | ------- | --------- | --------- | ---------- |
| 2012 | 35.557      | 850.000     | 4,2         | 52         | 30         | 22         | 683                       |         |           | 70        | 33         |
| 2014 | 35.557      | 874.000     | 4,1         | 63         | 26         | 37         | 564                       |         | 90        | 104       | 34         |
| 2017 | 35.626      | 908.000     | 3,9         | 61         | 24         | 37         | 584                       |         | 75        | 105       | 34         |
| 2020 | 38.270      | 975.800     | 3,9         | 61         | 24         | 37         | 627                       |         | 75        | 105       | 34         |
| 2022 | 37.050      | 882.000     | 4,2         | 66         | 27         | 39         | 561                       |         | 80        | 113       | 34         |